# Zorzines kanazawai
Zorzines kanazawai är en fjärilsart som beskrevs av Inoue 1982. Zorzines kanazawai ingår i släktet Zorzines och familjen nattflyn. Inga underarter finns listade i Catalogue of Life.